# Ojós
Ojós – gmina w Hiszpanii, w prowincji Murcja, w Murcji, o powierzchni 45,28 km². W 2011 roku gmina liczyła 562 mieszkańców.